# Jakob Adriansen von Mollengraff
Jakob Adriansen von Mollengraff (Mølengraf, måske oprindeligt Molengracht), også kendt som Jacob van Møllen (virksom 1618-1655) var en dansk maler, født i Amsterdam. Han er stamfader til slægten von Müllen, som tidligere fejlagtigt er blevet antaget for en adelsslægt fra Tyskland.
Han tog 1618 borgerskab i Ribe, i hvis borgerskabsbog han kaldes Jacob van Møllen. Sammen med Jakob Bartholomesen var han især aktiv som maler i landsbykirker på Ringkøbingegnen, 1640 i Nørre Omme Kirke, 1651 i Rindum Kirke, 1654 i Borris og Ulfborg Kirker. Bevarede prøver på de to kompagnoners arbejder, som ikke lader sig skelne, er de talrige pulpiturbilleder i Ulfborg, Hee, Stadil og Ringkøbing Kirker med profeter og apostle, dels i hel figur, dels brystbilleder.
En 1682 til Ribe Sankt Katharine Kirke skænket lysearm med hans navn kan være en mindegave fra hans svigersøn.